# Гудванген
Гудванген — деревня в муниципалитете Эурланн в фюльке Согн-ог-Фьюране, Норвегия. Гудванген расположен в одном из норвежских внутренних фьордов — Нерёйфьорде и является популярным туристическим местом. Деревня расположена в узком ущелье и окружена крутыми скалами, поросшими лесом.
Название Gudvangen на древнескандинавском звучало как Gudvangir. Первый корень gud означает «бог», а слово vang(en) до сих пор используется в значении «открытое пространство перед местом отправления культа» (Aurlandsvangen и Vossevangen). В Гудвангене с дохристианских времен существовало несколько культовых мест.
Туристическая специализация Гудвангена — эпоха викингов. В 1865 году Гудванген был связан пароходным сообщением с Бергеном, и с этого началась туристическая деятельность в деревне. В Гудвангене есть гостиница с номерами, оформленными в старинном стиле, и сувенирный магазин с огромным ассортиментом тематических предметов. Летом в Гудванген можно добраться на круизном судне. Существует паромное сообщение между Гудвангеном, Каупангером, Лаэрдалем и Фломом. Существует Vegtunnelen Gudvanga, туннель, связывающий Гудванген с Ундредалем.

## Фотографии

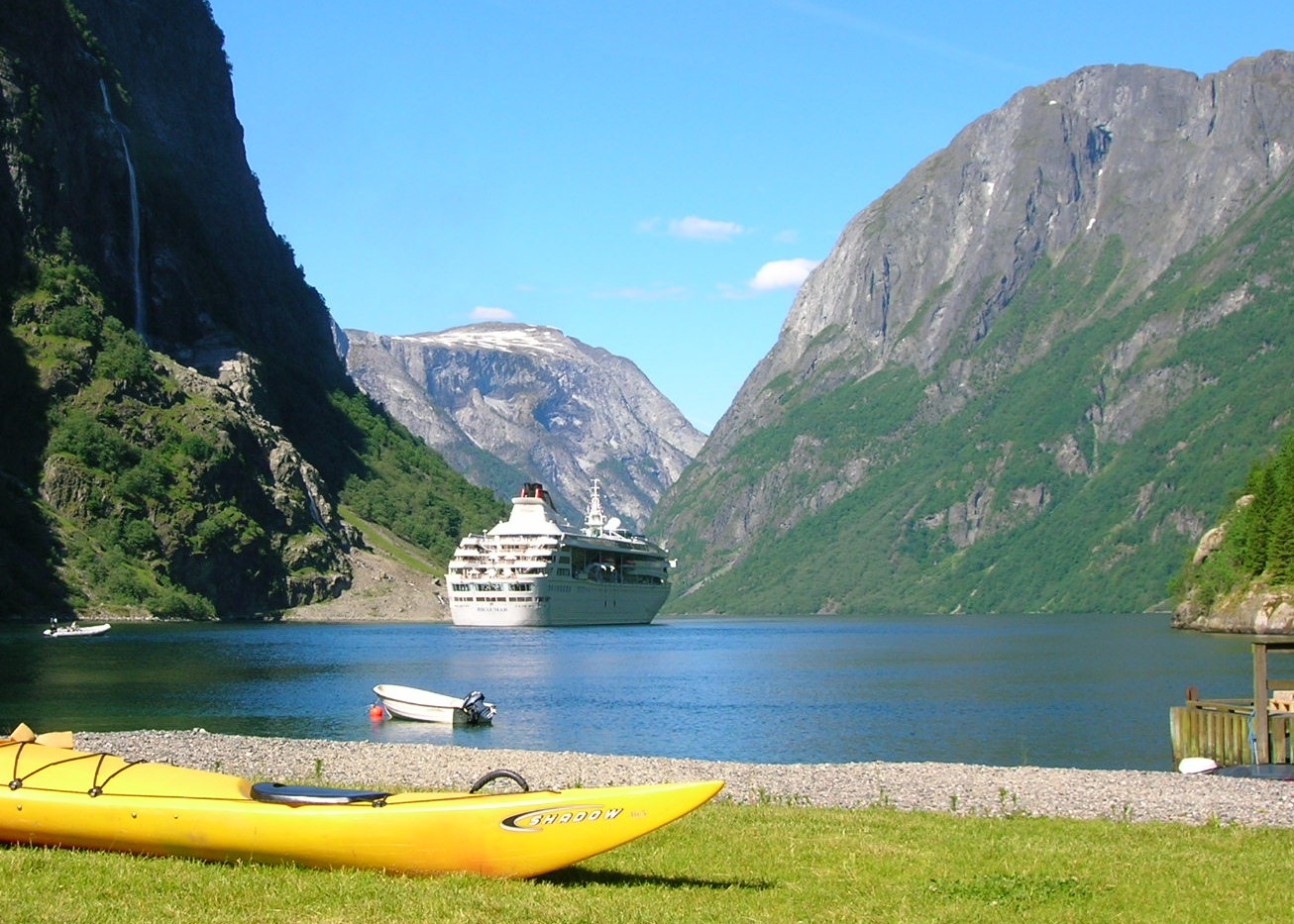
Круиз на корабле в Гудвангене
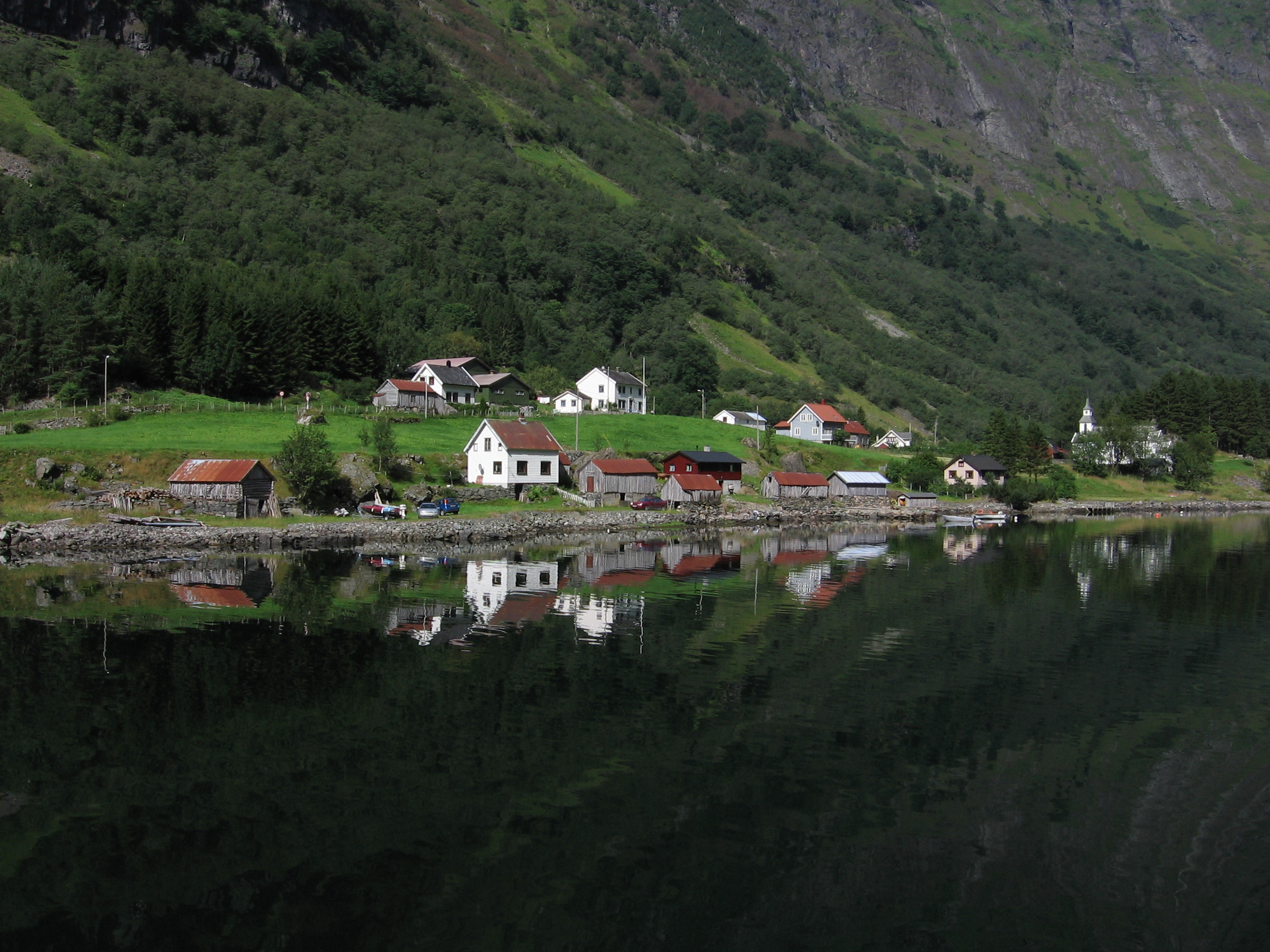
Гудванген
Гудванген
Гудванген
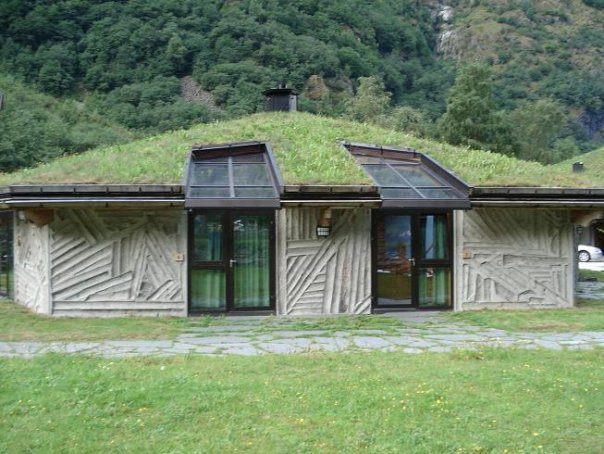
Гостиница в Гудвангене
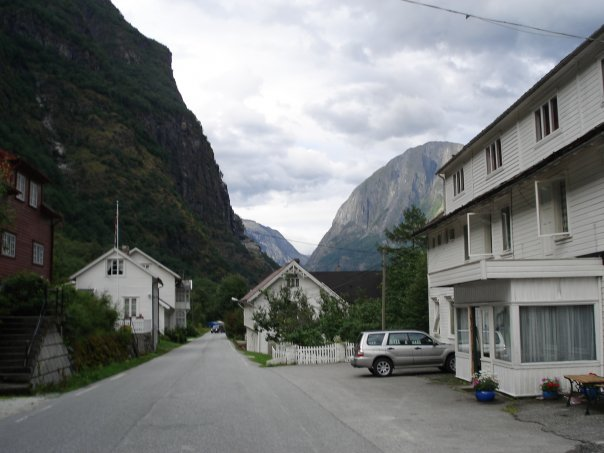
Улица в Гудвангене